# Parachaetocladius hudsoni
Parachaetocladius hudsoni är en tvåvingeart som först beskrevs av Ole Anton Saether 1977.  Parachaetocladius hudsoni ingår i släktet Parachaetocladius och familjen fjädermyggor. Inga underarter finns listade i Catalogue of Life.